# .va
Pour les articles homonymes, voir VA.
.va est le domaine de premier niveau national (country code top level domain : ccTLD) réservé au Vatican. Le domaine a été introduit en 1995.

## Sites
Les sites officiels de plusieurs organismes du Saint-Siège (dicastères par exemple) sont hébergés sur ce domaine.